# Cúpula triangular elongada
En geometría, la cúpula triangular elongada es uno de los sólidos de Johnson (J18). Como sugiere su nombre, puede construirse elongando una cúpula triangular (J3) mediante la fijación de un prisma hexagonal a su base.
Los 92 sólidos de Johnson fueron nombrados y descritos por Norman Johnson en 1966.